# União Recreativa Mirense
O União Recreativa Mirense é uma equipa de futebol situado na vila de Mira de Aire, Portugal, fundado a 1 de abril de 1939.[carece de fontes?] Manuel Carreira foi o grande impulsionador na criação do clube e consequentemente o seu primeiro presidente  .
O Atual presidente do clube é António Lima tendo sido eleito para o cargo em 2015.
A época de sonho para o URM foi a época de 1988/89 com uma equipa que ficou conhecida mais tarde por "Armada Invencível" por ter ganho a 3ª divisão nacional sem derrotas.
Ao longo dos anos foram vários os jogadores que passaram pelo Mirense e que jogaram no principal escalão, tendo como exemplo Jorge Casquilha e o guarda redes Paulo Santos.
Em 2013 o clube voltou a ter uma equipa sénior reconstruindo assim este histórico clube vila de Mira de Aire e um dos históricos do Futebol distrital de Leiria. O principal objetivo esta temporada é reaproximar o clube às pessoas da vila, tentando assim reviver o amor da vila pelo futebol e pelo clube.
Um capitão bastante importante nesta equipa era Manuel Augusto Gonçalves Adriano que faleceu a 27 de Janeiro de 2018 na sua terra natal Muge. Um homem com um H grande e um excelente médio que capitaneou esta equipa histórica do Distrito de Leiria.

## Palmarés

### Seniores
- Campeonato Nacional da 3ª Divisão - Série D (1985/86, 1988/89)
- 1ª Divisão Distrital AF Leiria: (1960/61, 1961/62, 1973/74, 1983/84, 2017/18)
- Taça Associação de Futebol de Leiria (1972/73, 1975/76, 1981/82, 1982/83, 1983/84, 1998/99)
- Taça Sebastião Rosa (1944/45)
- 1ª Divisao Distrital da AF Leiria Fase B (2015/16)

### Juniores
- Campeão Distrital de Leiria Fase B (2009/10)[4]

Tendo sido a final disputada no campo da Boavista - Leira Contra o clube de Moita do Boi, tendo o Mirense vencio por 4-3 ,a Equipa vencedora do Mirense foi composta pelos seguintes jogadores 11 titular: Rafa (guarda-redes) Ramos (defesa) Capela (defesa) Marco "Febras" (defesa) Bernardo (Defesa) Luís "Chavinha" Ferreira (Médio) Dinis (Médio) Flávio "Preto" Tavares (Médio) Tiago "Teka" (Médio)Zé "Nina" (Médio) e Bruno "Gomes" (Avançado) No banco começaram Renato (Defesa) Rafa Dias (Médio) e por Tiago Niné (Avançado).-Fora da Partida ficou Mark devido a expulsão

## Estadios
Campo da Fiandeira 1939 - 1989
Estadio Manuel Donato dos Santos Ferreira 1989 - presente